# Andrés Salazar (actor)
Andres Salazar (Armenia, 6 de junio de 1981) es un actor de televisión colombiano conocido por interpretar varios papeles en telenovelas de Caracol Televisión y Canal RCN

## Biografía
La carrera de Salazar comenzó en Bogotá, Colombia debuta en la telenovela Padres e hijos. Posteriormente, apareció en muchas otras telenovelas colombianas, más notablemente La bruja y fue presentador de Mas latinos, un estilo de vida en línea espectáculo basado en la ciudad de Nueva York. Ha sido mencionado en numerosas ocasiones en las listas de celebridades como figura en este tipo de publicaciones de entretenimiento de América Latina como TVyNovelas. Además, Salazar ha coprotagonizado junto a actores colombianos de renombre como Kimberly Reyes y Mauricio Mejía.

## Filmografía

### Televisión
- De brutas, nada (2023)[1]
- Enfermeras (2021)
- Narcos (2017)
- El día de la suerte (2014) — Elías Londoño
- La hipocondríaca (2013) — Lolo
- La traicionera (2012) — Francisco Barva
- La bruja (2011) — Tono Mora
- Mujeres al límite (2010-2011) — Eugenio Pastrana (2 episodios)
- El cartel (2008-2010)
- Infieles anónimos (2008) - Mauricio
- Tu voz estéreo (2006-2011) — (2 episodios)
- Séptima puerta (2005)
- Padres e hijos (2005) — Mauricio Rincón

## Reality
- Protagonista de nuestra tele (2004) — Él mismo